# Schwetzochromis neodon
Schwetzochromis neodon – gatunek słodkowodnej ryby z rodziny pielęgnicowatych (Cichlidae), jedyny przedstawiciel rodzaju Schwetzochromis.
Rodzaj Schwetzochromis ma też inną nazwę synonimiczną: Rheohaplochromis Thys van den Audenaerde, 1963.

## Występowanie
Demokratyczna Republika Konga – endemit rzeki Fwa, dopływu Sankuru.

## Opis
Osiąga w naturze do około 10 cm długości.